# 子供時代のエリザヴェータ・ペトロヴナ皇女の肖像
『子供時代のエリザヴェータ・ペトロヴナ皇女の肖像』（こどもじだいのエリザヴェータ・ペトロヴナおうじょのしょうぞう、露: Портрет царевны Елизаветы Петровны в детстве）は、フランスの画家ルイ・カラヴァクによる、2つの型で知られている油絵。1710年代後半に制作された。「エリザヴェータ・ペトロヴナ皇女」とはロシア帝国第6代皇帝エリザヴェータのことである。この絵画からゲオルク・クリストフ・グロースの『フローラとしてのエリザヴェータ・ペトロヴナの肖像』（1747年-1748年）という率直な描写を用いたユニークな模造品が作られた。

## 絵画の創作と歴史
ミハイロフスキー城に展示されている肖像画の大きさは136×103.5cmである。ストレッチャーには「№ 92 Приписана Левицкому 3500 р. Оц Негри」という文が銘記されており、封蝋には「Г. Р. М. инв. № 417」 (番号には取り消し線が引かれている)という印が押されている。
フランスの画家ルイ・カラヴァクは、1715年11月13日に、3年間ロシアでの仕事に従事する契約をパリで交わした。彼は画家として、ロシアの「歴史画、肖像画、森林、村、花や動物を大小様々な形で表現する」仕事に就くこととなった。翌年の1716年（または1715年12月）、彼はサンクトペテルブルクに移住し、そこが一生の住まいとなった。カラヴァクは既にピョートル1世と彼の家族の肖像画を描いていたが、転居のすぐ後に、宮廷画家となった。彼は市庁舎（一説にはサンクトペテルブルク庁舎）で勤務し、その後、首脳府に移って年間500ルーブルの俸給を受け取っていた。

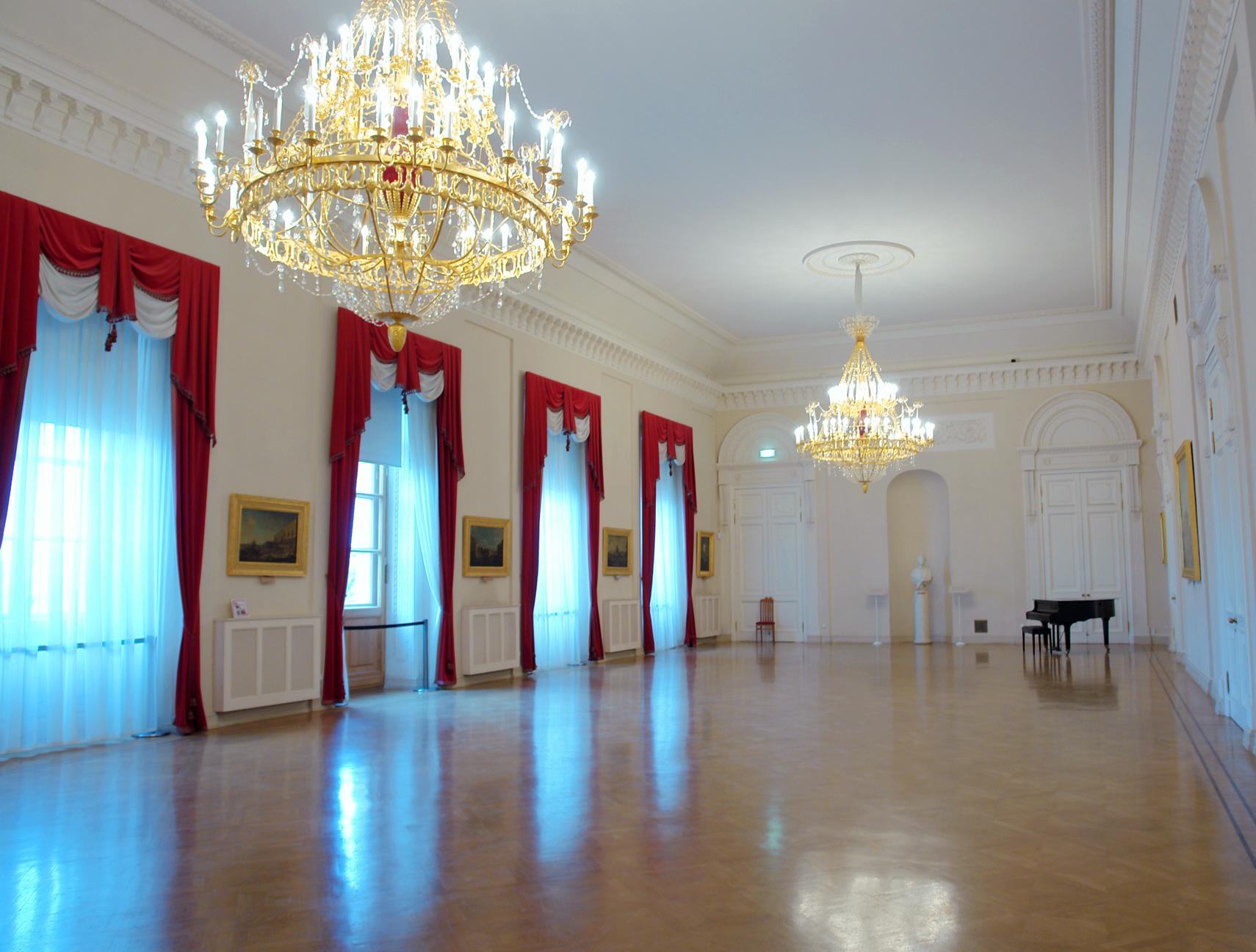
絵画が展示されているミハイロフスキー城。

絵画『子供時代のエリザヴェータ・ペトロヴナ皇女の肖像』は、エリザヴェータ・ペトロヴナ（1709年-1762年）の当時の年齢の姿が描かれており、彼女が約8歳の時の肖像画である。肖像画は長期間、ツァールスコエ・セローのエカテリーナ宮殿に保管されていた。現在は、サンクトペテルブルクの国立ロシア美術館が所蔵しており、ミハイロフスキー城で展示されている。1896年に死去したアレクセイ・ロバノフ＝ロストフスキー（サンクトペテルブルク）の所有品から、1897年に絵画が発見された。
肖像画が制作された理由は2つ考えられる。
- ピョートルと限られた数の外交官は、国民の支持を得るために、皇帝がヨーロッパ的自由の考えを有していることを、彼の娘のヌードの絵画を描くことを許可することで示そうとした。ピョートルはロシアの人々が、ロココ時代のヨーロッパの欲求や嗜好が反映された作品に慣れ親しんでいることを理解していた。
- 1715年から1717年にかけて、ピョートルは再度フランスを訪れ、ヨーロッパで発生している軍事衝突で、両国の立場を和解させるための糸口を探った。非公式の情報源によると、互いの王室間で家族関係を結ぶというこれまで実現しなかった計画を話していた[5]。肖像画は、エリザヴェータとルイ15世を結婚させようとする彼女の両親の計画と関連している可能性がある。この場合、将来の花嫁をパリに送ることを意図していた。1719年7月25日に、ロシアのアンリ・ラビがパリのギヨーム・デュボワに宛てた書簡が存在している[6]。

この説は、同時期にカラヴァクが、皇帝の別の子供にも示唆的な肖像画を描いていたという事実と矛盾する。ピョートル・ペトロヴィッチは、裸のキューピッドの姿で描かれた。

## 肖像画の型
肖像画は多くの観客を想定していなかったにもかかわらず、いくつかの複製品が作られた。
| 図 | 画家                           | 解説 |
| -- | ------------------------------ | --- |
|    | ルイ・カラヴァク (?)           | エルミタージュの展示室にある縮小版の複製品は、ルイ・カラヴァク自身のものだった。それがどこに現存しているかは分かっていない。 |
|    | ルイ・カラヴァク (?)           | もう一つの『子供時代のエリザヴェータ・ペトロヴナ皇女の肖像』が存在している。美術史家や修復人は、肖像画の劣悪な保存状態（塗料の多くの剥がれ、滲み、ぼやけ）により、その帰属を解明するのは難しく、また恒久的に絵が展示できるような状態にできるかも分からないとする。現在、サンクトペテルブルクの国立ロシア美術館（在庫番号Ж-9780）に所蔵されている。 制作者を判断するのは難しいが、おそらく、この絵画はカラヴァクが再度描いたものである。 キャンバスに油彩の技法によって描かれており、大きさは97.5×85.5cmである。パステルの後部に「Кз 31413 Каравакъ」と記述されている。ストレッチャーの上段には鉛筆で「№ 16 Елис. Петр. ???」と記述されており、 青い鉛筆で「КП3981, Э24」と記述されている。中央には、青い鉛筆で「701/ Ф. И.」、ブラシで「Елисав. Петр.」、ブラシを用いて右の垂直の枠に「IV」、黒で「122」、底には「Г. Р.М. инв. № 7071」(番号は取り消し線が引かれている)という印が押されており、ブラシで「ГЭ 4308」と書かれている。以前は冬宮殿のロマノフギャラリーに肖像画が置かれていたが、1930年からはロシア美術館のエルミタージュに所蔵されている。この絵は1897年にアレクセイ・ロバノフ＝ロストフスキーの所有から冬宮殿に移された。 |
|    | ゲオルク・クリストフ・グロース | 1740年代、ゲオルク・クリストフ・グロースは、『フローラとしてのエリザヴェータ・ペトロヴナの肖像』（1748年-1749年、プーシキンの宮廷博物館所蔵）を描いている。グロースは、絵の基盤として長方形の銅板を選択し、銀の枠の中に絵を配置した。画家は人物の身体の曲線を強調し、観客に花輪を見せるコケットリーな仕草を描いた。青みがかった灰色が銀枠の色と組み合わされており、身体の艶めかしい輪郭やドレーパリーの折れ目、花輪などが描かれている。彼の絵に描かれている少女の年齢は、カラヴァクの絵に描かれている少女よりもずっと年上である。画家は彼女の姿に成熟さを加えた（明らかに、成人期のエリザヴェータ・ペトロヴナの姿に焦点を当てている）。いくつかの色も変更され、幅広く銀枠によって纏められている。 |
|    | ゲインリフ・ブッフホルツ       | 1760年代と1770年代（既にエカチェリーナ2世による統治時代）には、画家ゲインリフ・ブッフホルツ（1735年-1781年）によってかなり正確な複製品が制作された。この版は、ペテルゴフ宮殿の博物館に所蔵されている。 |

## 構想

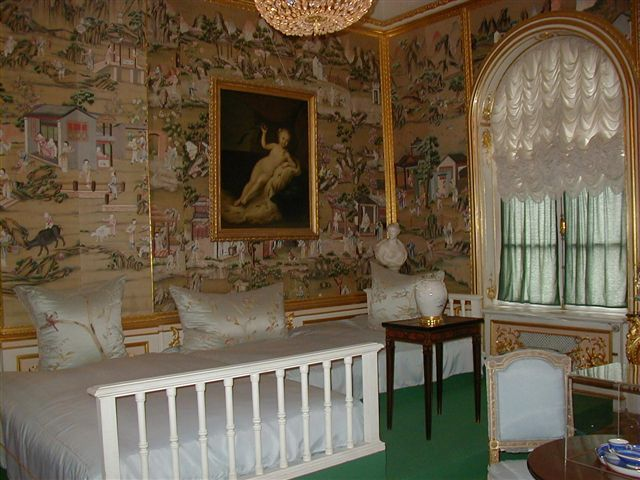
ペテルゴフ宮殿にあるゲインリフ・ブッフホルツによる絵画のインテリア。

将来の女帝エリザヴェータ・ペトロヴナ（ピョートル1世とエカチェリーナ1世の娘）は、花の女神フローラさながらに、咲き誇る春と野の果物を象徴して裸で描かれている。青い外観をした灰色の外套（皇族に属していることを示唆している）に横たわっている。彼女は右手に小さなピョートル1世の肖像画を持っており、その枠には聖アンデレの勲章を示す青いリボンが付いている。背景は右側に茶色のドレーパリーが配置されている。この絵は、高貴な人物が自分自身が仮面を被っていると感じ、「ミンネ」や古代の神話や中世の騎士道物語の神や英雄を演じようとする特有の行動パターンが反映されている。
絵画には美しい寓意、象徴性、素朴さ、示唆的な仕草が豊富に詰まっている。
少女は大人の女性としての役割を与えられる。18世紀は、これまでに続いて子供は大人のように描かれていた。18世紀前半、ヨーロッパの絵画における子供の描写に2つのタイプがあることを見ることができる。まず、子供は大人に随伴する美しい「人形」として描かれる。2番目は大人のミニチュア・コピーとして描かれている。ピョートルの統治時代は、子供の教育と育成が国家政策的な課題と考えられていた。商業的な成功を純粋に希求する背景において、子供には実践的な教育が求められたため、絵画においても子供は小さな働き手として描かれた。このタイプの絵画は公式の儀礼的な肖像画より流行した。カラヴァクの絵画は、二次的な手法の枠組みで制作されたが、最初の手法の影響も見ることが出来る。子供時代は、感情主義とロマン主義が流行した18世紀後半において、市民と芸術家から重要な時代と認識され始め、乳児期、幼児期、青年期、若者に区分された。子供時代の年代が非常に長期になった。
ピョートルの二度目の結婚から生まれたエリザヴェータ・ペトロヴナは、その時代の儀礼規則に従って、通常王の属性を取り除いて描かれた。この理由は、彼女が両親の正式な結婚が成立する前に生まれたからだと考えられている。
当時の正教会にとってカラヴァクの肖像画は、冒涜的で容認できないものに映った。おそらく、この肖像画は皇室からの要望によって彼が描いたものである。

## 2人の肖像画

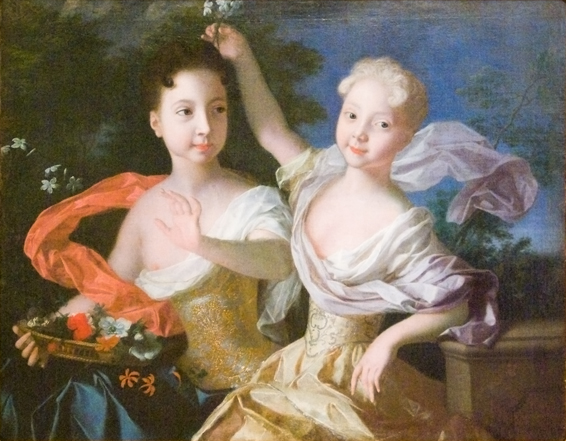
ルイ・カラヴァク『皇女アンナ・ペトロヴナとエリザヴェータ・ペトロヴナ』1717年、国立ロシア博物館、ミハイロフスキー城。

ルイ・カラヴァクはまた、アンナ・ペトロヴナとエリザヴェータ・ペトロヴナの肖像画（1717年、国立ロシア美術館）を描いた。エリザヴェータは同じくらいの年齢で姉と描かれている。9歳のアンナと8歳のエリザヴェータは、どちらも小さな女神フローラのイメージで表現されている。エリザヴェータ・ペトロヴナは右手でアンナの頭の上に花を掲げ、アンナは左手で彼女を静止するようにしつつ、膝の上に花のバスケットを置いている。